# 池田美保
池田 美保（いけだ みほ）とは、エフエム福岡を中心に活動するラジオパーソナリティ。ミュージックサロンやラジオで法律相談所を担当。